# Ithaca College
Ithaca College er et privat universitet i Ithaca i New York i USA. Undervisningsinstitutionen grundlagdes af William Egbert i 1892 som et musikkonservatorium. Universitetet har en stærk liberal kunstkerne, men byder også på flere pre-professionelle programmer og nogle kandidatuddannelser. Universitetet er også internationalt kendt for sit kommunikationsprogram Roy H. Park School of Communications. 
Universitetet er beliggende i et område nær Cayuga Lake, Cornell University og adskillige vandfald og kløfter. 
Universitetet er måske bedst kendt for sin lange liste over alumner, der spiller eller har spillet en betydelig rolle i radio- og tv-verden. Universitetet har været rangeret blandt de ti bedste masters universiteter i det nordlige USA af US News & World Report hvert år siden 1996. I 2010 rangerede universitetet som nummer syv i sin kategori.